# Uterus incarceratus

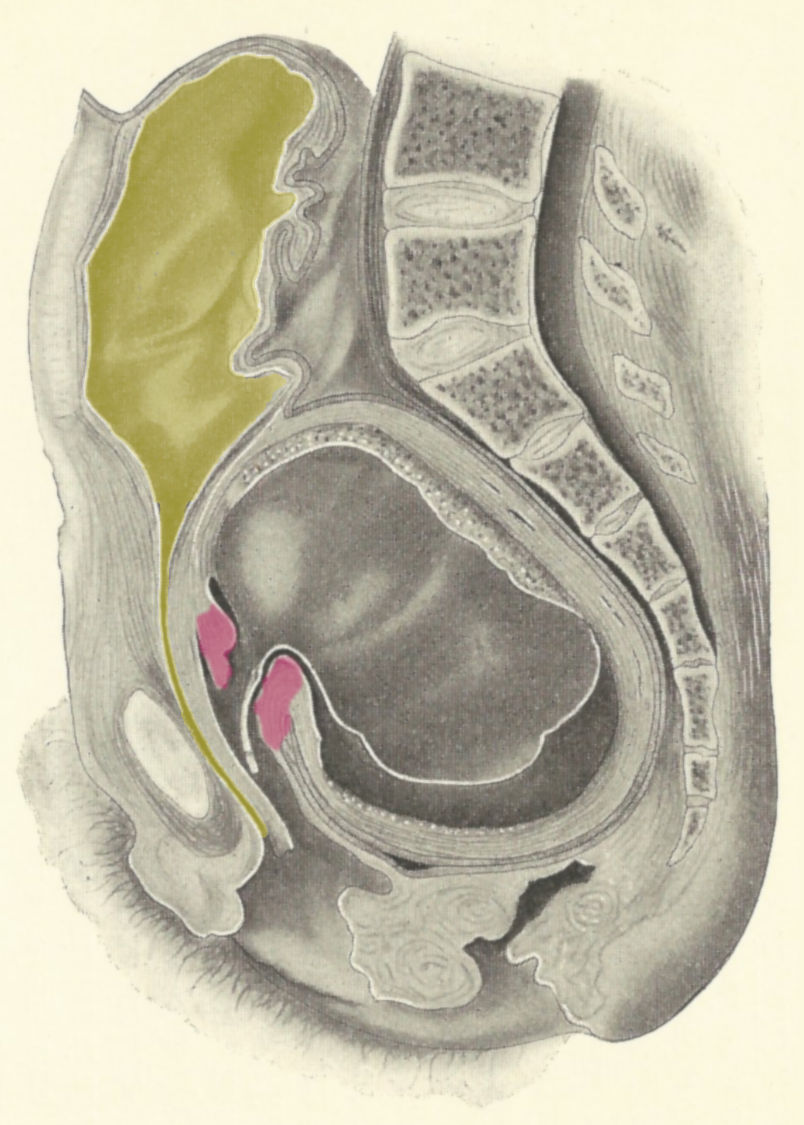
Zeichnung eines Uterus incarceratus (ohne Kind) mit der nach oben verlagerten Harnblase (gelb) und dem Gebärmutterhals (rosa) markiert.

Die Inkarzeration des Uterus (dt. ‚Einklemmung der Gebärmutter‘) ist eine geburtshilfliche Komplikation, bei der die in der Schwangerschaft größer werdende Gebärmutter (lat. Uterus) aufgrund einer atypischen Lage im kleinen Becken (Pelvis minor) eingeklemmt wird.

## Häufigkeit
Die Häufigkeit dieser Komplikation wird in zahlreichen Publikationen mit etwa 1 von 3000 Schwangerschaften angegeben, wobei die Autoren sich dabei offenbar auf eine alte Quelle von 1895 beziehen. Eine andere, ebenfalls ältere Quelle (1909) gibt für symptomatische Fälle eine Häufigkeit von etwa 1 von 2590 Schwangerschaften an.

## Ursachen / Entstehung
Eine in der Schwangerschaft auftretende Inkarzeration ist sehr häufig mit einer zuvor bei nicht schwangerer Gebärmutter bestehenden Beugung ihrer Längsachse nach hinten (Retroflexion) assoziiert. Bei nicht schwangeren Frauen wird der Anteil mit retroflektierter Gebärmutter mit bis circa 19 % relativ hoch angegeben und als harmlose Anlagevariante eingeordnet, wobei nicht immer klar zwischen Retroversion und Retroflexion unterschieden wird. Bei einer Untersuchung von gut 5000 Schwangeren fand man einen Anteil von knapp 9 % mit retroflektierter Gebärmutter.
Normalerweise kommt es im Laufe des ersten Trimenons zu einer Aufrichtung der Gebärmutter nach oben und vorne, so dass sie mehr und mehr gestreckt im Bauchraum zu liegen kommt und die Flexion nach hinten aufgehoben wird. Das gänzliche Ausbleiben einer Aufrichtung bis zum Ende der Schwangerschaft ist selten. Warum dies in einigen Fällen passiert und dann die weiterhin nach hinten gewandte Gebärmutter mit dem Größerwerden im Becken eingeklemmt wird (Inkarzeration), ist nicht in jedem Fall zu beantworten. Es wird eine Reihe von Krankheitsumständen beschrieben, die als mögliche Ursachen in Frage kommen. Dazu zählen
- Adhäsionen im Becken
- Endometriose
- Fehlbildungen der Gebärmutter
- Leiomyome
- andere Neoplasien oder Entzündungen im Becken[1][8]
- Placenta accreta oder Placenta increta[9]

## Symptome / Komplikationen
Wenn die Gebärmutter im Verlauf der Schwangerschaft weiter nach hinten gebeugt im Becken verbleibt, füllt sie nach etwa 14 Wochen den größten Teil des Beckens aus und spannt durch die gedrehte Lage die Vagina und den Gebärmutterhals nach vorne oben auf. Dann wird ab einer bestimmten Größe die Gebärmutter zwischen dem Promontorium und der Symphyse eingeklemmt. Mit zunehmendem Wachstum kann es dann zu Bauch-, Becken- und Rückenschmerzen kommen. Auch treten Schwierigkeiten beim Wasserlassen durch die Einklemmung der Harnblase und der Urethra und entsprechend auch eine Obstipation durch die Einengung von Colon sigmoideum und Rektum auf. Es wird aber auch von Fällen berichtet, bei denen bis zum Beginn der Geburt keine Symptome auftraten.
Es kann durch die atypische Lage des Uterus mit entsprechend atypischer Druckbelastung zu einer so genannten Sacculation des Uterus kommen. Das bedeutet, dass sich ein Teil der Gebärmutter ähnlich einem Aneurysma lokal ausdünnt und vorwölbt. In extremen Fällen kann es zu einer Uterusruptur kommen. Weitere mögliche Komplikationen sind Dystokie, Frühgeburt, Plazentaretention und postpartale Nachblutungen. Wenn ein Kaiserschnitt durchgeführt wird, ohne dass die korrekte Diagnose bekannt war, kann es zu erheblichen Schwierigkeiten bei der Identifizierung der Blase und des Gebärmutterhalses und damit beim Öffnen des Uterus an der richtigen Stelle kommen. Dies kann Blasenverletzungen, Durchtrennung der Vagina und letztlich eine Hysterektomie zur Folge haben.

## Diagnose
Die Diagnose wird in gut der Hälfte der Fälle im zweiten Trimenon gestellt, kann aber schwierig sein und die Inkarzeration kann bis zum Geburtstermin unentdeckt bleiben, was die Gefahr von Komplikationen erhöht. Ein primärer Verdacht kann beim Auftreten von Symptomen gestellt werden, die sich mit dem Größerwerden des Uterus verstärken. Bei der körperlichen Untersuchung findet sich die Zervix nach oben und vorne verlagert oder sie ist gar nicht zu tasten. Das Becken wird vollständig von der weichen Masse der schwangeren Gebärmutter gefüllt. Die Sonographie kann die retrovertierte Position der Gebärmutter, die nach vorne oben verlagerte Zervix und die eingeengte Harnblase zeigen, gegebenenfalls auch eine übervolle Harnblase, wenn es schon zu Entleerungsstörungen gekommen ist.
Auch die Magnetresonanztomographie hat sich bei der Diagnose als hilfreich erwiesen. Hier kann die Situation im Becken am besten in sagittalen und axialen Schichtbildern in seiner Gesamtheit beurteilt werden. Entscheidend ist sowohl für die Sonographie wie auch für die Magnetresonanztomographie die Frage, ob es gelingt, die Lage der Zervix korrekt zu bestimmen. Dabei kann es wichtig sein, auch eine Abweichung der Zervixlage aus der Mittellinie zu erkennen, da dies den Zugang für einen eventuell nötigen Kaiserschnitt beeinflussen kann.

## Behandlung
Für die Behandlung eine Uterus incarceratus gibt es kein einheitliches Konzept. Wenn die Diagnose früh gestellt wird, wird meist die Reposition des Uterus in seine natürliche aufrechte Lage angestrebt. Dabei wird bis zur 20. Schwangerschaftswoche ein Versuch mit Knie-Ellenbogen-Lage empfohlen. Manuelle Eingriffe sind nicht immer erfolgreich und mit einem erhöhten Risiko für Komplikationen wie z. B. eine Frühgeburt verbunden. Sie sollten mit entleerter Harnblase (Blasenkatheter) erfolgen. Die spontane Aufrichtung ohne Manipulation nach Spinalanästhesie wurde beschrieben. Eine operative Lösung des Uterus aus dem Becken wird unterschiedlich diskutiert, ist aber offenbar mit einem Risiko für Komplikationen verbunden.
Wenn eine Aufrichtung im Verlauf der Schwangerschaft nicht gelingt oder spontan erfolgt, wird die Planung eines Kaiserschnitts empfohlen.